# Bataille de Geok Tepe
Conquête russe du Turkestan
La bataille de Geok Tepe en 1881 a été le principal événement de la campagne russe de 1880/81 visant à conquérir les Turkmènes Tekkés. Elle a eu pour effet de donner à l'Empire russe le contrôle de la majeure partie de ce qui est aujourd'hui le Turkménistan, achevant ainsi presque la conquête russe de l'Asie centrale.
La bataille est également appelée Denghil-Tepe ou Dangil Teppe. Les sources sont incohérentes, mais Denghil-Tepe semble avoir été le nom du fort et aussi celui d'une petite colline ou d'un tumulus dans l'angle nord-ouest du fort. Geok Tepe (la « Colline bleue ») semble faire référence à la zone générale, à la ville moderne, à un village voisin et à une montagne au sud. Selon Skrine, le fort s'étendait sur une superficie de 2,6 km2 ou plus, avec des murs en terre de 5,5 m d'épaisseur et de 3 m de haut à l'intérieur et un fossé sec de 1,2 m à l'extérieur, bien que d'autres dimensions soient mentionnées. La région faisait partie de l'oasis d'Akhal où les ruisseaux descendant du Kopet Dagh favorisent l'agriculture d'irrigation.

## Campagne et siège
Après la défaite des forces russes en 1879, la Russie a commencé à planifier une nouvelle campagne. Le problème fondamental était de faire remonter les approvisionnements, car Akhal était une oasis entourée de plusieurs centaines de kilomètres de semi-désert. En mars 1880, Mikhaïl Skobelev est chargé de la région transcaspienne. Il adopte le plan initial de Lazarev, à savoir une avance lente et massive. Au lieu de Khoja Kale, il choisit une base à Bami, sur le côté nord du Kopet Dagh. À un moment donné, il décide de prendre Geok Tepe par siège plutôt que par assaut. Il arrive à Tchikisliar en mai, remonte les fleuves Atrek et Sumbar et le 11 juin, il occupe Bami. La progression est lente, en partie à cause de la pénurie de chameaux. En juillet, il effectue une reconnaissance en force pour examiner Geok Tepe.
Dans la première moitié de décembre, il dispose de suffisamment d'hommes et de matériel et part occuper un fort qu'il rebaptise « Samour » à quelques kilomètres à l'ouest de Geok Tepe. Le 27 décembre, Alexeï Kouropatkine arrive avec cinq compagnies, après avoir effectué une remarquable marche à travers le désert depuis Khiva. A la fin du mois, Skobelev dispose de 4020 fantassins, 750 cavaliers ainsi que de l'artillerie, des roquettes, plusieurs mitrailleuses et des héliographes pour les communications. On pense qu'environ 40 000 Tekkés se trouvent dans la région.
Le 1er janvier 1881, il occupe Yanghi-Kala au sud du fort pour contrôler l'approvisionnement en eau et le lendemain, il choisit le coin sud-est comme point d'attaque. Le jour suivant, il déplace le camp principal à Yanghi-Kala. Le 4-8 janvier, le premier parallèle est construit à environ 600 m du fort et un second est commencé. Pour protéger ce dernier, un détachement est envoyé pour capturer une petite redoute au nord et le général Petrouchevitch est tué après s'être précipité à travers la porte. Les Tekkés effectuent des sorties les 9, 11 et 16. Elles sont largement couronnées de succès, mais coûtent de nombreuses vies turcomanes. Le camp a été déplacé deux fois vers le nord pour faciliter les sorties. Les Russes n'avaient suffisamment d'hommes que pour tenir une ligne de siège dans le coin sud-est et les Tekkés étaient généralement libres d'entrer et sortir par le côté nord du fort. Le 18 janvier, une mine a été mise en place sur le côté sud-est et deux jours plus tard, l'artillerie ouvre une brèche dans le mur sud qui a été rapidement réparée. Le 23 janvier, la mine était terminée et chargée de 1 200 kg de poudre.

## Bataille

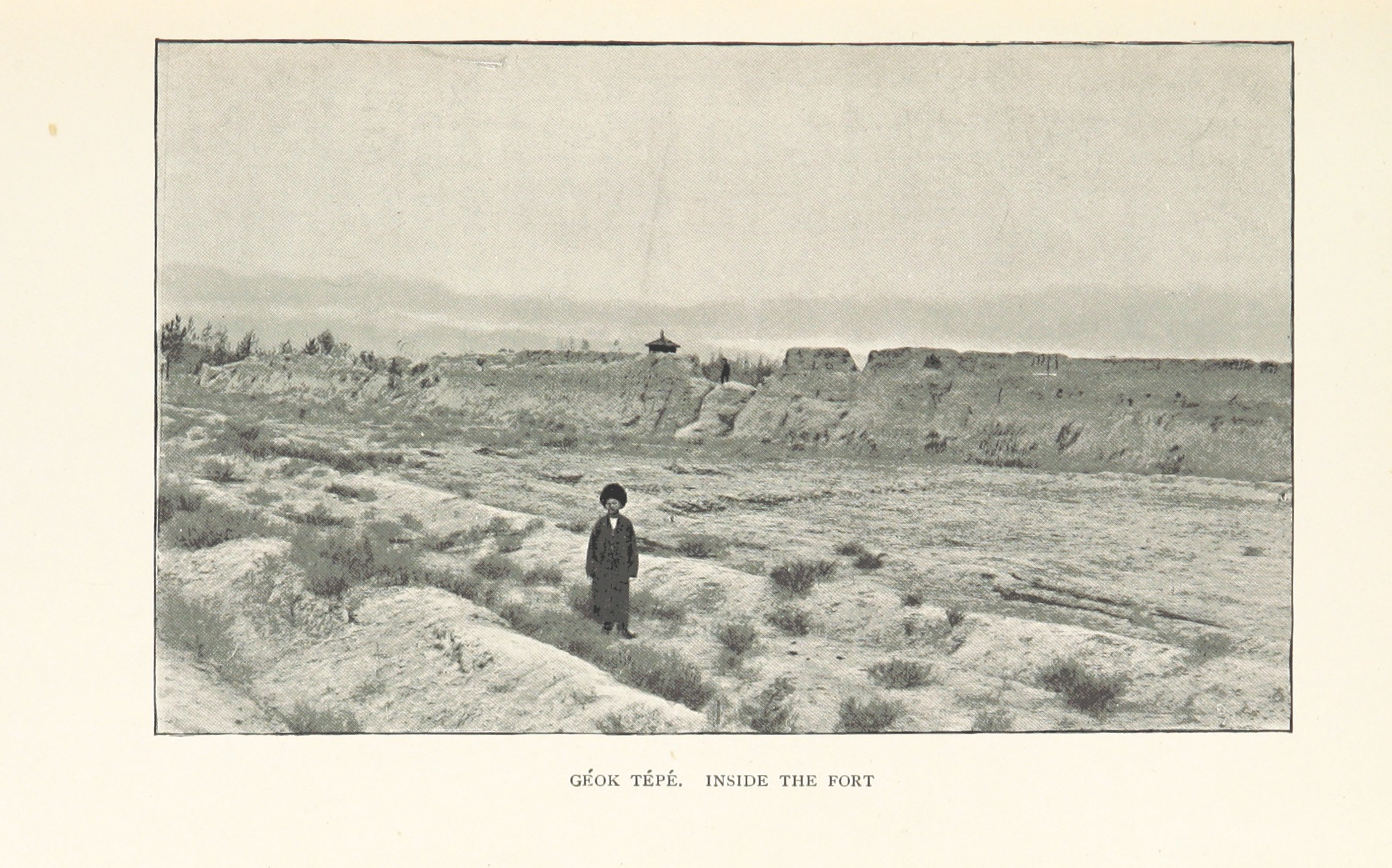
Ruines du fort.

L'attaque commence à 7 h le 24 janvier. Toute l'artillerie fait feu et l'artillerie sud commence à rouvrir la brèche sud. Du côté ouest, une attaque de diversion est menée pour capturer une redoute. La mine explose à 11 h 20 et ouvre une brèche de 43 mètres dans le mur. Kouropatkine dirige onze compagnies et demie dans la brèche, qui est prise. Au même moment, Kozelkov dirige huit compagnies dans la brèche sud, qui s'avére trop petite. Elles sont arrêtées et la brèche n'est prise qu'avec l'arrivée de réserves, les flancs étant pris avec des échelles d'escalade. Les deux groupes se rejoignent et, suivant les instructions, commencent à se retrancher. Pendant ce temps, le groupe occidental escalade le mur. Devant ce succès, Skobelev modifie ses ordres et ordonne une avance générale. Dans l'après-midi, la colline à l'angle nord-ouest est prise et les Tekkés s'enfuient par le mur nord, poursuivis par la cavalerie. La poursuite s'étend sur 16 kilomètres et ne s'arrête qu'à la tombée de la nuit.

## Suites de la bataille
Pour la bataille du dernier jour, Skobelev a rapporté 59 tués, 304 blessés et 85 blessés légers. Pour le mois de janvier, Indian Officer indique 1 108 Russes tués et blessés sur environ 5 000 engagés. Les munitions utilisées représentent 287 314 balles, 5 864 obus d'artillerie et 224 roquettes (période incertaine). Des milliers de chameaux de transport sont morts pendant la campagne. Les pertes des Tekkés ont été estimées à 20 000. Le 30 janvier, les Russes se sont déplacés de 45 km vers le sud-est et ont pris Ashgabat qui était alors une ville assez petite. Ils ne pouvaient pas aller beaucoup plus loin en raison de lourdes pertes et du manque de ravitaillement. Skobelev a été démis de son commandement, probablement en raison du massacre excessif de civils. Le 6 mai 1881, la Transcaspienne est déclarée oblast de l'Empire russe sous l'autorité du vice-roi du Caucase. En septembre, la Perse signe le traité d'Akhal qui officialise la frontière avec le fleuve Atrek. Les mouvements russes suivants furent la prise de Merv en 1884 et la poussée vers Panjdeh en 1885. Dans les années 1990, une mosquée a été construite pour commémorer le siège et les défenseurs. Au Turkménistan, la bataille est commémorée comme un jour de deuil national, et la résistance est souvent citée comme une source de fierté nationale.
Le dernier paragraphe du rapport officiel de Skobelev se lit comme suit : « Après la prise de la forteresse, 6 500 corps ont été enterrés à l'intérieur. Pendant la poursuite, 8 000 personnes ont été tuées. » Sur la page précédente, il a écrit : « Dans cette poursuite par les dragons et les cosaques... les tués des deux sexes se sont élevés à 8 000 personnes. »

## Source
- (en) Cet article est partiellement ou en totalité issu de l’article de Wikipédia en anglais intitulé « Battle of Geok Tepe » (voir la liste des auteurs).